# Chiến dịch Crusader
Chiến dịch Crusader là một hoạt động quân sự lớn do Tập đoàn quân số 8 Anh tiến hành từ ngày 18 tháng 11 đến 30 tháng 12 năm 1941, một phần của Chiến dịch Sa mạc Tây trong Chiến tranh thế giới thứ hai. Chiến dịch này đã giải vây thắng lợi cho thành phố Tobruk đang bị phong tỏa trong cuộc vây hãm Tobruk năm 1941.
Kế hoạch ban đầu của Tập đoàn quân số 8 là tiêu diệt lực lượng thiết giáp của phe Trục trước khi đưa bộ binh tiến lên đã bị thất bại sau khi Sư đoàn Thiết giáp số 7 Anh đã bị Quân đoàn châu Phi của Đức đánh thua thê thảm tại Sidi Rezegh, sau một số trận giao chiến bất phân thắng bại. Tiếp đó, trung tướng Erwin Rommel đã thúc các sư đoàn thiết giáp của mình tiến đến các vị trí pháo đài của phe Trục trên biên giới Ai Cập nhưng không tìm được bộ binh chủ lực của Đồng Minh, vì họ đã bỏ qua các pháo đài và tiến về Tobruk. Do đó, Rommel phải rút các đơn vị thiết giáp về để hỗ trợ chiến sự tại Tobruk. Dù đã giành được một số thắng lợi chiến thuật tại đây, nhưng sự cần thiết phải bảo toàn phần lực lượng còn lại đã làm Rommel phải rút quân về tuyến phòng thủ tại Gazala, phía tây Tobruk, rồi đưa tất cả lên đường quay lại El Agheila. Đây là thắng lợi trên bộ đầu tiên của các lực lượng do Anh cầm đầu trước quân Đức trong Chiến tranh thế giới thứ hai.

## Bối cảnh

Khu vực chiến sự của Chiến dịch Crusader, 18 tháng 11 năm 1941 – 31 tháng 12 năm 1941

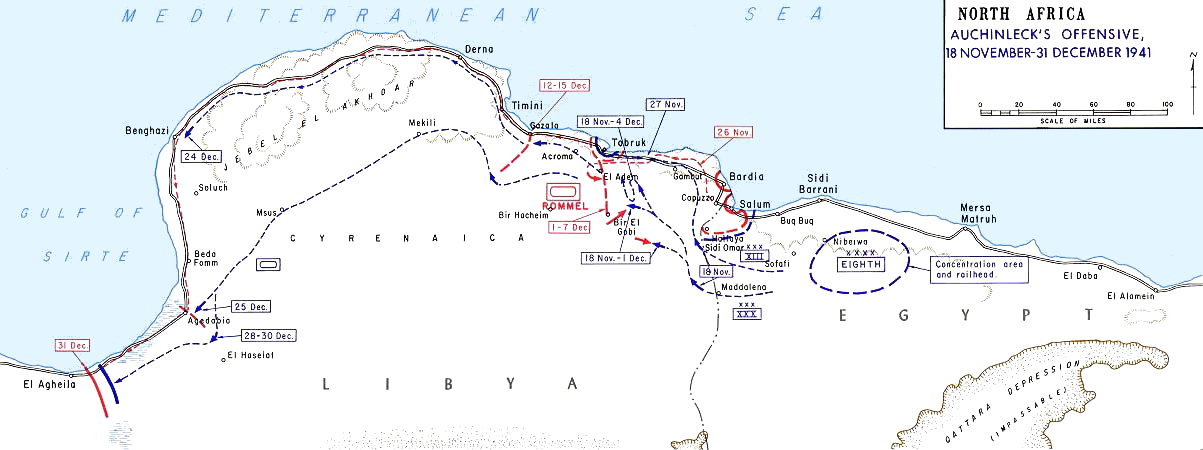
Bản đồ hành quân và trận đánh trong Chiến dịch Crusader

Giải vây Tobruk năm 1941: sơ đồ chiến trường

### Tập đoàn quân số 8 tiến công

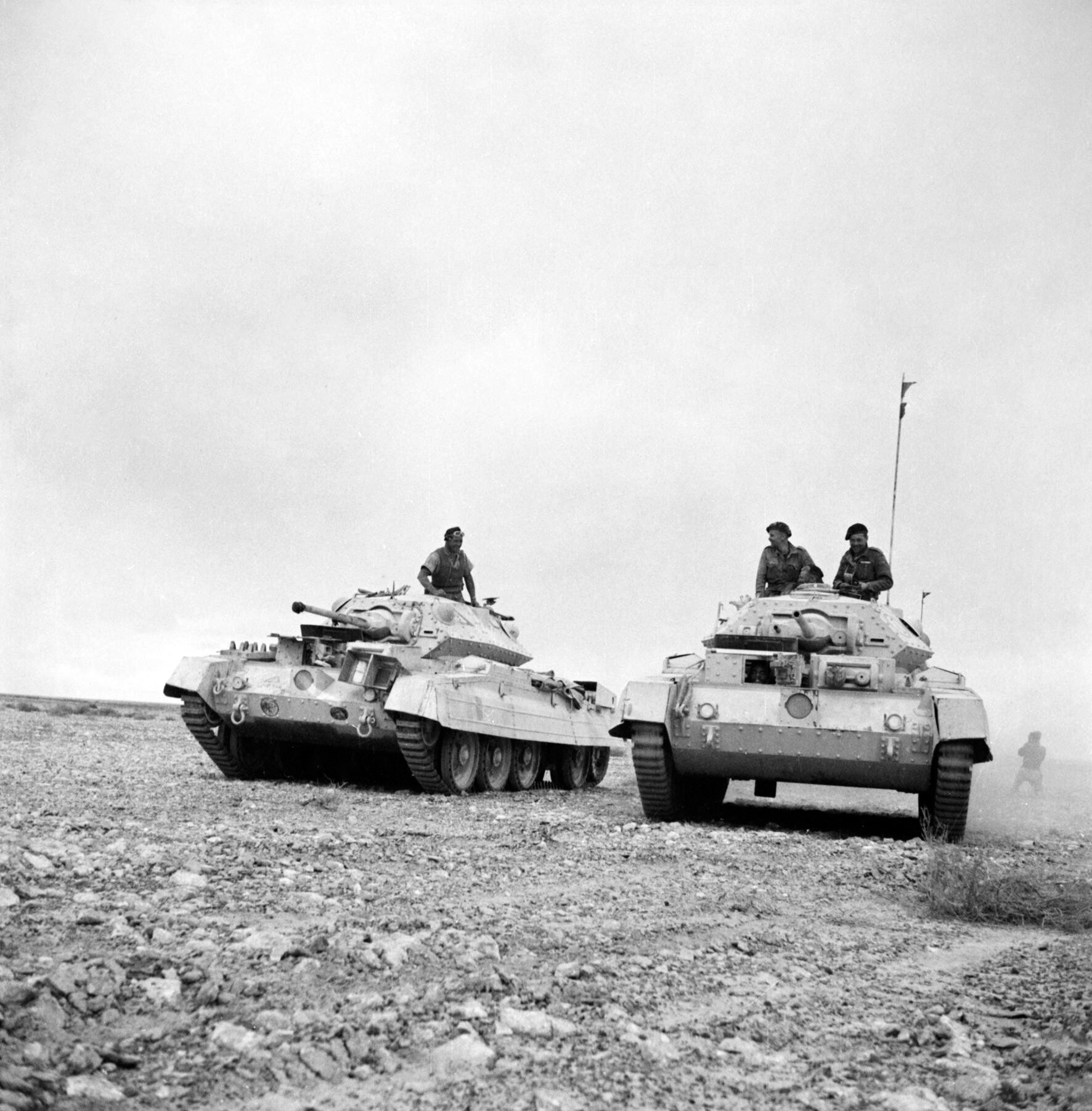
Xe tăng Anh tiến qua sa mạc

### Quân đồn trú Tobruk gia nhập tấn công

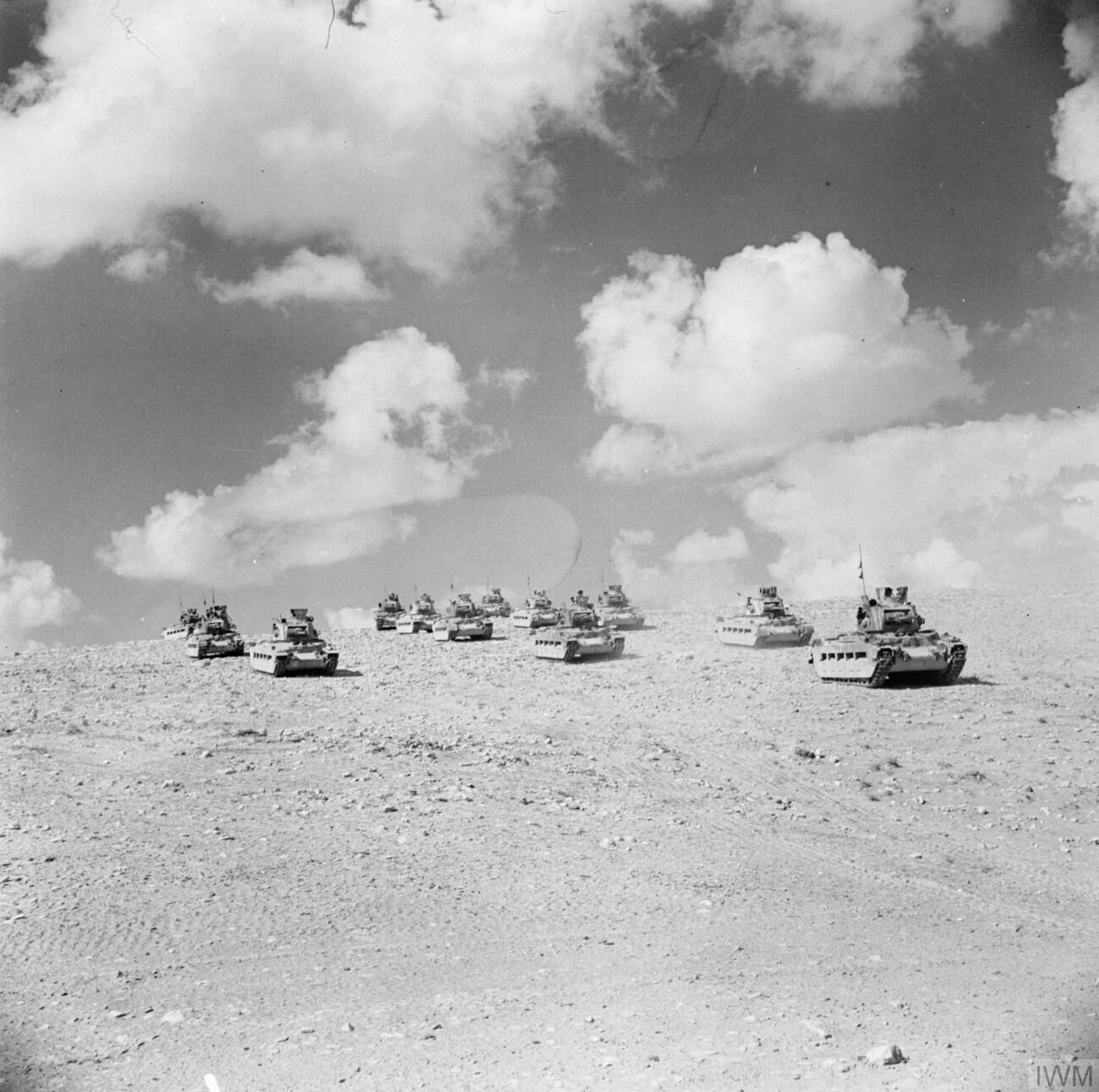
Xe tăng Matilda II tại Tobruk

### Sư đoàn Thiết giáp số 7 thất bại tại Sidi Rezegh

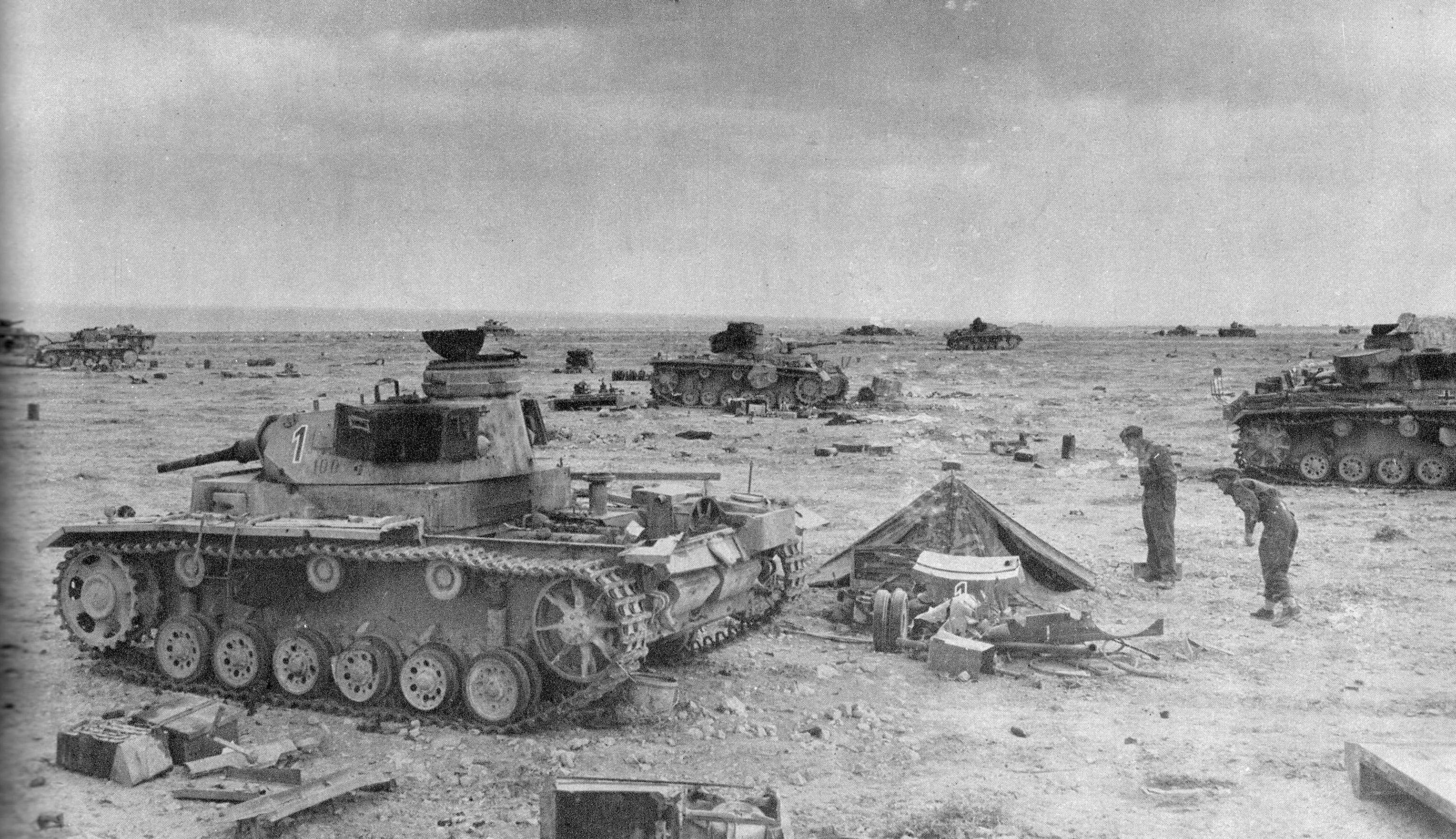
Kết thúc trận đánh tại Sidi Rezeg

### Rommel đánh đến biên giới Ai Cập

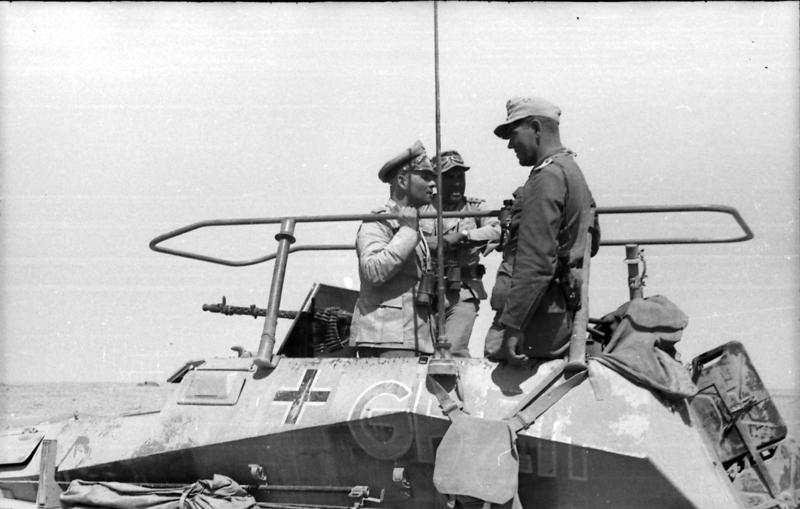
Erwin Rommel (đầu tiên bền trái) trong chiếc xe háp-trắc chỉ huy SdKfz.250/3 của mình.

### Quân đoàn XIII tận dụng việc tái triển khai quân thiết giáp Đức

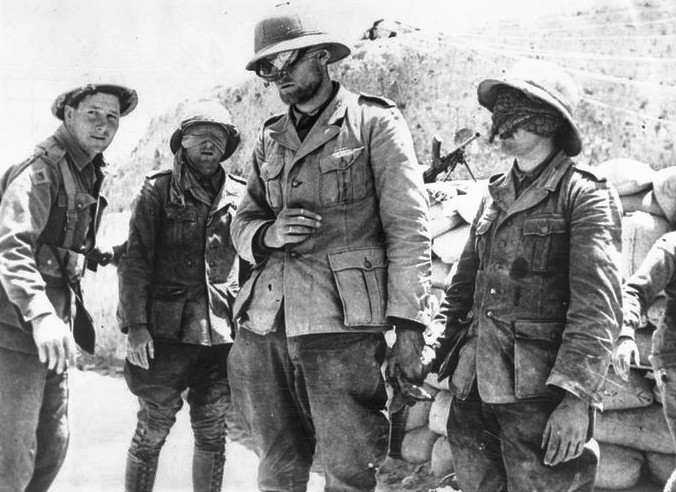
Các lực lượng Đức chiếm đóng trong thời gian trận Sidi Rezegh.

### Quân đoàn châu Phi trở lại Tobruk

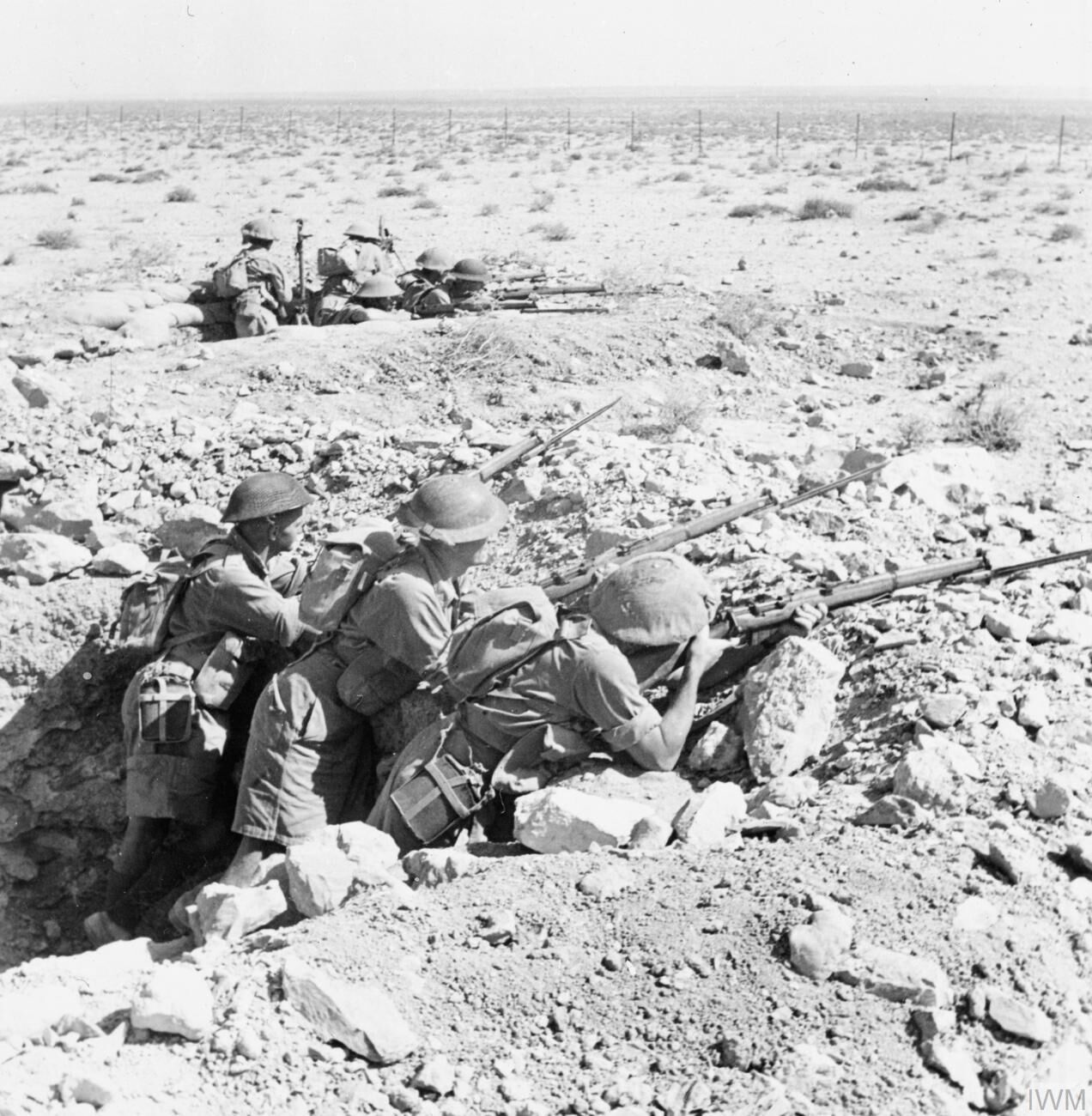
Quân lính Úc tại Tobruk

### Rommel lên kế hoạch bao vây sư đoàn New Zealand

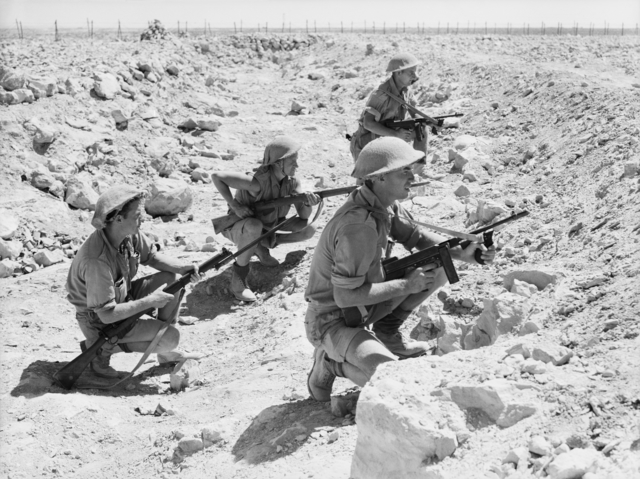
Quân Anh tuần tra tại Tobruk

### Tập đoàn quân số 8 tấn công tuyến Gazala

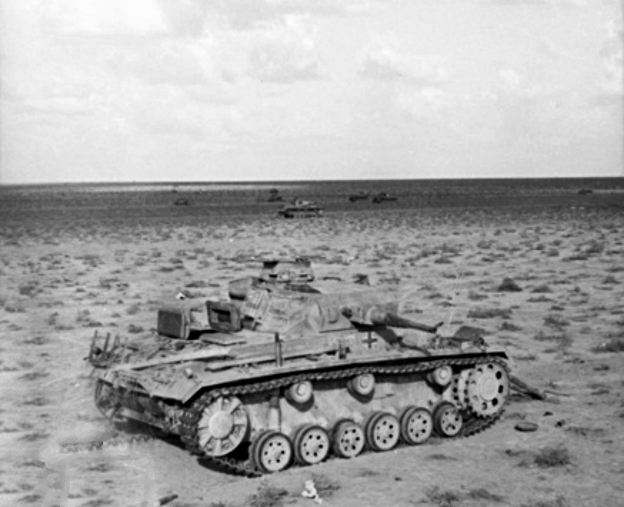
Xe tăng Panzer III bị thương tại Belhamed, 16 tháng 12 năm 1941.

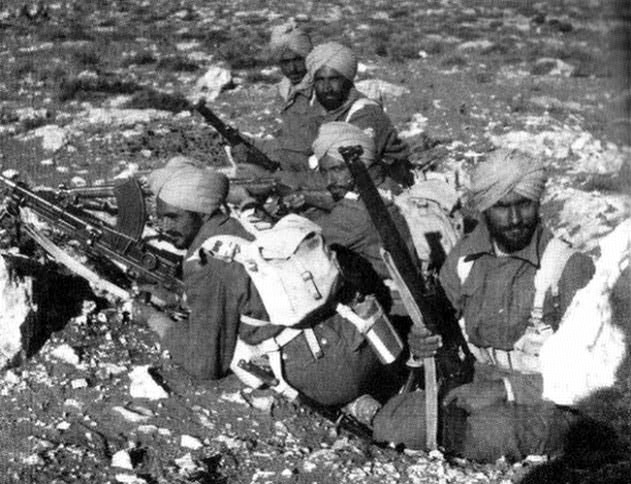
Một nhóm lính người Sikh thuộc Lục quân Ấn Độ trong chiến dịch.

## Hậu quả

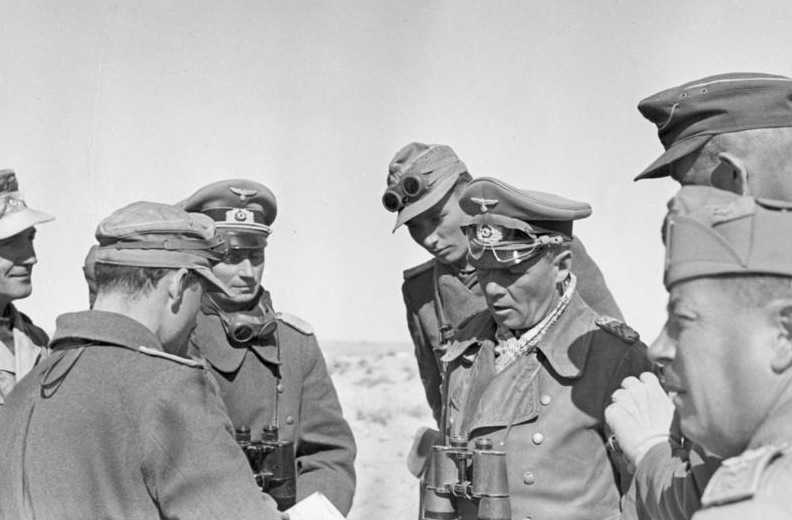
Erwin Rommel trò chuyện với bộ tham mưu ở gần El Agheila, 12 tháng 1 năm 1942.